# Collège latin
Le Collège latin est un bâtiment situé à Neuchâtel, en Suisse, abritant la Bibliothèque publique et universitaire et le Lycée Jean-Piaget. Il est inscrit à l'Inventaire suisse des biens culturels d'importance nationale et régionale en classe A (bien culturel d'importance nationale).

## Histoire
Au début du XIXe siècle, les écoles de la ville de Neuchâtel sont disséminées dans de nombreux bâtiments et la ville cherche une solution pour les regrouper. En 1816, elle émet l'idée de construire un bâtiment dans ce but. Sept ans plus tard, le projet inclut non seulement les écoles mais également la bibliothèque publique et le Cabinet d'histoire naturelle. La construction est, comme celle de plusieurs autres bâtiments de la ville, entièrement financée par le legs de David de Pury.
L'établissement des plans est confié à l'architecte Joseph-Antoine Froelicher et les travaux commencent en 1826. Pour créer l'espace nécessaire, le port intérieur de la ville doit être comblé. L'inauguration du bâtiment a lieu le 17 août 1835. En plus de la bibliothèque, il contient le Cabinet, depuis devenu le Muséum d'histoire naturelle et le Musée d'ethnographie et enfin la galerie de peinture (devenue Musée des beaux-arts). 
Plusieurs écoles se succèdent dans le bâtiment : Collège de garçons, École supérieure des jeunes filles, Gymnase Numa-Droz et Lycée Jean-Piaget.
Les collections muséales quittent progressivement le bâtiment. En 1846, les galeries de peinture sont les premières à déménager. En 1885, les collections ethnographiques et archéologiques sont détachées du Muséum d'histoire naturelle et sont abritées, temporairement, dans le nouveau bâtiment du Musée des beaux-arts. Enfin, le Muséum lui-même quitte le bâtiment en 1981 pour être hébergé dans les locaux de l'ancien Collège des filles.